# Binduga (Wigierska Kolej Wąskotorowa)
Binduga – pierwszy Przystanek Wigierskiej Kolei Wąskotorowej.

## Kursy
Kolejka kursuje przez cały sezon letni.